# Dyscia simplicaria
Dyscia simplicaria là một loài bướm đêm trong họ Geometridae.